# Coenosia tarsata
Coenosia tarsata este o specie de muște din genul Coenosia, familia Muscidae. A fost descrisă pentru prima dată de John Otterbein Snyder în anul 1957. Conform Catalogue of Life specia Coenosia tarsata nu are subspecii cunoscute.